# John Player Tournament 1974
John Player Tournament 1974 — жіночий тенісний турнір, що проходив на відкритих кортах з трав'яним покриттямs у Devonshire Park в Істборні (Англія). Належав до серії Women's International в рамках Туру WTA 1974. Турнір відбувся вперше і тривав з 17 червня до 22 червня 1974 року. Перша сіяна Кріс Еверт здобула титул в одиночному розряді й заробила £1,750 ($4,200).

## Фінальна частина

### Одиночний розряд
Кріс Еверт —  Вірджинія Вейд 7–5, 6–4
- Для Еверт це був 9-й титул в одиночному розряді за сезон і 32-й — за кар'єру.

### Парний розряд
Гелен Гурлей /  Карен Крантцке —  Кріс Еверт /  Ольга Морозова 6–2, 6–0